# Vaisua Liva
Vaisua Liva (Nukulaelae, 20 januari 1993) is een Tuvaluaans voetballer die vanaf februari 2013 uitkomt voor Waitakere City FC. Daarvoor speelde hij samen met zijn landgenoot Alopua Petoa in het kader van een trainingsstage ruim twee maanden voor de Eindhovense hoofdklasser. In Tuvalu speelt hij voor FC Manu Laeva en voor het nationaal elftal.

## Clubcarrière

### Manu Laeva
Vaisua speelde vanaf 2008 tot 2012 voor Manu Laeva, en was daar een belangrijke middenvelder.

### Vv Brabantia
Vaisua heeft samen met Alopua Petoa een trainingsstage gevolgd bij het tweede elftal van Vv Brabantia. Doel van de stage is het verbeteren van de voetbalkwaliteit van beide spelers en het opstellen van scouting reports voor Clubs in Nieuw-Zeeland. Hierdoor wordt het mogelijk gemaakt dat beide spelers de eerste Semi Prof-voetballers van Tuvalu kunnen worden. Naast het trainen en spelen voor het tweede elftal van VV Brabantia zullen beide spelers ook intensieve trainingen volgen om de voetbaljeugd te kunnen coachen en zullen zij verschillende wedstrijden van Nederlandse topclubs bezoeken..

### Waitakere City
Vanaf februari 2013 speelt Vaisua samen met Alopua voor Waitakere City FC dat uitkomt in de Northern Premier League.

## Tuvaluaans voetbalelftal
Liva speelde alle vijf de wedstrijden voor het Tuvaluaans voetbalelftal op de Pacific Games 2011. De controlerende middenvelder wordt gezien als de meeste complete speler van de Tuvaluaanse selectie. Hij beschikt over een tomeloze inzet en schuwt de duels niet. Hij gaf in de oefenwedstrijd tegen Samoa twee assists aan Alopua Petoa.
1 Sieni ·
2 Pokia ·
3 Tofuola ·
4 Timuani ·
5 Takataka ·
6 Penisula ·
7 Liva ·
8 Tinilau ·
9 Tiute ·
10 Lepaio ·
11 Panapa ·
12 Petoa ·
13 Stanley ·
14 Sogivalu ·
15 Ofati ·
16 Selau ·
17 Ale ·
18 Petaia ·
19 Lima'alofa ·
20 Okelani ·
24 Tapasei ·
Coach: De Haan